# جرج الکساندر همیلتون
جرج الکساندر همیلتون (انگلیسی: George Alexander Hamilton؛ ۲۹ اوت ۱۸۰۲ – ۱۷ سپتامبر ۱۸۷۱) یک سیاست‌مدار اهل بریتانیا که عضو حزب محافظه‌کار بود.